# Pointe-Noire
Pointe-Noire är den näst största staden i Republiken Kongo (Kongo-Brazzaville), belägen vid landets atlantkust. Folkmängden uppskattades 2018 till drygt en miljon.
Staden är Kongos viktigaste hamnstad och har landets största flygplats. Den är slutstation för järnvägen från Brazzaville. Staden har utförsel av råolja och oljeprodukter, timmer, palmolja och bomull. Den står även för utförsel av varor från grannländerna. Viktiga näringar i staden är petroleumraffinering, livsmedelsindustri, sågverk, metallindustri och kemisk industri, samt fiskeri.
Mellan 1950 och 1958 var Pointe-Noire huvudstad i Mellankongo, som ingick i Franska Ekvatorialafrika.
År 2003 skildes kommunen Pointe-Noire från departementet Kouilou och fick administrativ status på departementsnivå. År 2011 införlivades distriktet Tchiamba-Nzassi i departementet men inte i kommunen.